# 魔獣
魔獣（まじゅう）とは、
- 人知を超えた能力を持った獣のこと[1]。英表記では、Beast など。
- 神話やファンタジー等を素材とした創作物に登場する怪物。主人公あるいは登場人物と対決する役目を与えられている場合が多い（創作物での用例を参照）。

## 概要
魔獣を想像し生み出された原因として、恐怖を具現化することで身構えることができる防衛行為があげられる。
神話の上での魔獣の行動は、天災や日食等の自然現象の代替として、人を虐げる存在。あるいは、畏怖の対象とされることが多い。
魔獣の形態としては、蛇あるいは龍とドラゴンの姿を模した物が多い。これらの違いは、畏怖や恐怖に対して、支配や調伏の対象か崇め祀る対象かの違いであり魔獣が生まれた文化圏の特色を反映している。他にもは、バロンのように魔獣から聖獣へと変化したもの、フェニックスのように、一部で悪魔として位置づけられたもの、スフィンクスのように、エジプトでは神の使いとされている一方でギリシア神話では、エキドナとオルトロスの子として魔獣とされている、といったようなものがある。